# Kamilla Seidler
Kamilla Seidler, née en 1983 à Copenhague, est une cheffe danoise.
À la tête de son restaurant « Gustu », à la Paz en Bolivie, elle remporte en 2016 le prix de la meilleure cheffe d'Amérique Latine et son restaurant compte parmi les cinquante meilleurs d'Amérique Latine.

## Carrière
Kamilla Seidler fait ses études de cuisine à Copenhague et commence à travailler à 15 ans. Après avoir fini sa formation au lycée Hôtelier de Copenhague, elle va travailler à vingt-ey-un ans dans de grandes cuisines européennes comme le « Manoir aux Quat'Saison », deux étoiles au Royaume-Uni, le « Paustian » ou encore le « Mugaritz », deux étoiles en Espagne,.
Kamilla Saidler va ensuite s'installer en Bolivie en 2012 à La Paz là où elle va partager ses connaissances et ses expériences avec des centaines de jeunes. À la tête de son restaurant « Gustu » depuis 2013, elle signe une carte élaborée à partir de produits 100 % boliviens, elle intègre ensuite le classement des cinquante meilleurs restaurants d'Amérique Latine. Kamilla Seidler est également propriétaire d'un restaurant doublement étoilé à Copenhague, « Noma ».
Elle a choisi la Bolivie car « c'est un pays qui a beaucoup de choses à offrir. Grâce à son climat très diversifié, on y trouve des ingrédients incroyables, toutes sortes de fruits, du poisson, de la viande, des graines et des herbes » raconte-t-elle à la journaliste Anne-Laure Mignon. Trois ans après son arrivée en Bolivie, elle remporte le prix de la meilleure cheffe d'Amérique Latine en 2016.
Depuis elle s'occupe aussi de l'école de cuisine de Gustu qui a ouvert ses portes en même temps que le restaurant (2013) et qui propose une formation complète en cuisine, boulangerie, pâtisserie, service en salle et gestion du bar.